# 田村卓大
田村 卓大（たむら たかひろ、1992年8月2日 - ）は、山口県岩国市出身の元ハンドボール選手。
実妹はハンドボール選手の田村美沙紀。

## 経歴
岩国市立岩国中学校時代は2007年の第16回JOCジュニアオリンピックカップで優秀選手に選ばれた。
中学卒業後は山口県立岩国工業高等学校へ進学し、2010年の全日本高等学校ハンドボール選手権大会（インターハイ）でベスト4を経験。
高校卒業後は中京大学へ進学。2012年の西日本学生選手権大会で特別賞を受賞した。
2013年は西日本学生選手権大会で優秀選手賞を受賞。同年の全日本学生ハンドボール選手権大会（インカレ）では準優勝を果たし、優秀選手賞を受賞した。
2015年4月に日本ハンドボールリーグの琉球コラソンへ加入。
2018-19年シーズン限りで現役を引退。

## 詳細情報

### 年度別成績
| 年       | チーム   | 試合 | FS 阻止 | 率   | 7m 阻止 | 率   |
| -------- | -------- | ---- | ------- | ---- | ------- | ---- |
| 2015-16  | 琉球     | 2    | 2/14    | .143 | 1/2     | .500 |
| 2016-17  | 琉球     | 13   | 136/396 | .343 | 0/4     | .000 |
| 2017-18  | 琉球     | 8    | 25/94   | .266 | 0/3     | .000 |
| 2018-19  | 琉球     | 7    | 10/43   | .233 | 0/2     | .000 |
| JHL：4年 | JHL：4年 | 30   | 173/547 | .316 | 1/11    | .091 |

- 各年度の太字はリーグ最高

### 背番号
- 12 (2015年 - 2019年)